# Gdyel
Gdyel è un comune dell'Algeria, situato nella provincia di Orano.